# M-4 (Rusland)
De M-4 of Don (Russisch: М-4 «Дон») is een autoweg die Moskou met Rostov aan de Don verbindt. De totale lengte van de M-4 is 1164 kilometer.
De weg begint als autosnelweg en loopt vanaf de MKAD, de Moskouse ringweg, naar het zuiden. Na 100 kilometer, voorbij Kasjira, gaat de snelweg over in een vierstrooks hoofdweg. Deze weg is goed uitgebouwd, langs de grotere steden als Novomoskovsk, Jelets, Zadonsk, Voronezj en Sjachty zijn snelle rondwegen aangelegd, veelal met ongelijkvloerse kruisingen.
De weg, die sinds 2000 grootschalige reconstructie ondergaat, is een belangrijke weg die Moskou verbindt met Zuid-Rusland. De weg is als geheel onderdeel van de E115. In de zomermaanden komen veel files voor vanwege vakantieverkeer naar de Zwarte Zee, en vrachtverkeer met fruitoogsten uit Zuid-Rusland richting het noorden.

## Toekomst
De Russische regering heeft plannen om de M-4 volledig om te bouwen naar autosnelweg, met 2x2 en 2x3 rijstroken. Wanneer dit gaat gebeuren is nog niet bekend, maar delen van de weg zijn al wel onder reconstructie.